# Karl Brunner
Karl Brunner (Valdaora, 19 maggio 1951) è un ex slittinista italiano.

## Biografia
Appartenente al gruppo sportivo dell'Arma dei Carabinieri, ha primeggiato a livello internazionale sia nel singolo che nel doppio.
Le prime soddisfazioni le ha colte ai campionati mondiali, conquistando la medaglia d'oro nel singolo a Valdaora 1971. Sempre a livello iridato ha conquistato altre due medaglie, entrambe d'argento, una nel singolo ed una nel doppio.
In carriera ha preso parte a tre edizioni dei Giochi olimpici invernali: il suo esordio è stato a Sapporo 1972 dove ha colto la nona piazza nel singolo; si è ripresentato ad Innsbruck 1976 giungendo undicesimo nel singolo ed ha partecipato per l'ultima volta a Lake Placid 1980, nella gara del singolo non ha concluso la prova mentre nel doppio ha conquistato la medaglia d'argento in coppia con Peter Gschnitzer.
Ha debuttato nella gara inaugurale della Coppa del Mondo del 4 dicembre 1977 a Schönau am Königssee ottenendo subito la prima vittoria nel doppio. In classifica generale si è classificato al secondo posto nel singolo nel 1979/80 e per due volte, nel 1977/78 e nel 1978/79 ha vinto il trofeo di doppio, sempre in coppia con Gschnitzer.
A livello continentale ha vinto tre medaglie, tra le quali una d'oro ai campionati europei.
Nella stagione 2006/07 è stato responsabile della nazionale italiana juniores di slittino.

## Palmarès

### Olimpiadi
- 1 medaglia:
  - 1 argento (doppio a Lake Placid 1980).

### Mondiali
- 3 medaglie:
  - 1 oro (singolo a Valdaora 1971);
  - 2 argenti (doppio ad Igls 1977; singolo a Schönau am Königssee 1979).

### Europei
- 3 medaglie:
  - 1 oro (singolo a Valdaora 1980);
  - 2 bronzi (singolo a Schönau am Königssee 1977; doppio ad Oberhof 1979).

### Coppa del Mondo
- Miglior piazzamento in classifica generale nel singolo: 2° nel 1979/80.
- Vincitore della Coppa del Mondo nella specialità del doppio nel 1977/78 e nel 1978/79.
- 22 podi (10 nel singolo e 12 nel doppio):
  - 4 vittorie (1 nel singolo e 3 nel doppio);
  - 11 secondi posti (6 nel singolo e 5 nel doppio);
  - 7 terzi posti (3 nel singolo e 4 nel doppio).

#### Coppa del Mondo - vittorie
| Data            | Luogo                | Paese          | Disciplina                  |
| --------------- | -------------------- | -------------- | --------------------------- |
| 4 dicembre 1977 | Schönau am Königssee | Germania Ovest | Doppio con Peter Gschnitzer |
| 29 gennaio 1978 | Igls                 | Austria        | Singolo                     |
| 9 marzo 1980    | Schönau am Königssee | Germania Ovest | Doppio con Peter Gschnitzer |
| 17 gennaio 1982 | Imst                 | Austria        | Doppio con Hansjörg Raffl   |

## Riconoscimenti
- Nel 1980, lo Sci Club Forlì gli ha conferito il premio nazionale Cristallo d'Oro.